# スペシャルウィーク
スペシャルウィーク（欧字名:Special Week、1995年5月2日 - 2018年4月27日）は、日本の競走馬、種牡馬。
主な勝ち鞍は1998年の東京優駿、1999年の天皇賞（春）、天皇賞（秋）、ジャパンカップ。テイエムオペラオーに記録を更新されるまで、当時の日本最高賞金獲得馬であった。1999年に制したジャパンカップでは凱旋門賞馬のモンジューを始めとする外国馬を迎え撃ち、日本総大将と評された。
馬名の意味は、「特別な週」。

## デビューまで

### 誕生に至る経緯
1995年、北海道門別町の日高大洋牧場にて誕生。父・サンデーサイレンスは現役時代アメリカで14戦9勝、内GI6勝を挙げ、4歳時にはケンタッキーダービー、プリークネスステークスの二冠を制覇。三冠を狙ったベルモントステークスはライバルのイージーゴアに敗れたものの、この年の全米年度代表馬に選出されている。
母・キャンペンガールはデビュー前に厩舎の洗い場で暴れて怪我をしてしまい未出走で終わっているが、曽祖母に名牝シラオキを持つ血統の良さ（血統表を参照）から繁殖牝馬としての期待は高かった。のちに本馬の調教師となる白井寿昭も、小林稔厩舎に在籍していたキャンペンガールの血統に注目しており、本馬の2つ年上の半姉であるオースミキャンディ（父・ヘクタープロテクター）を山路秀則オーナーに購入してもらって自厩舎に迎え入れていた。

### デビュー前
本馬誕生の前年の12月、母キャンペンガールは本馬の受胎中に急に疝痛の回数が増えるようになり、周期も徐々に短くなっていった。2月になる頃には週に1、2度疝痛を起こすようになり、獣医からは腸の一部が壊死していると診断され、生命の危機とも言える状態に陥った。5月2日の午前9時過ぎ、キャンペンガールは疝痛で苦しみ出し、10時過ぎにはいままでにないほどの苦しみ方でもがき始め、牧場スタッフ・獣医ら総出でキャンペンガールの出産を促し、本馬は誕生した。本馬の誕生直後にキャンペンガールは別の馬房に移され、本馬には乳母馬として輓馬といわれる重種馬が手配された。しかし、乳母馬はやや気性の荒いところがあり、本馬を遠ざけようとしたため、本馬と乳母馬が慣れるまでの処置として、スタッフは木でやぐらのようなものを組み、そこに乳母馬を入れて動かないようにし、お乳の部分は出るようにして本馬が飲みたい時にはいつでも飲めるようにした。3日後、乳母馬がやぐらを出される頃には乳母馬は本馬をある程度受け入れる態度を取ったが、出産の5日後キャンペンガールは死亡した。
なお5月8日には白井寿昭調教師が日高大洋牧場を訪れ、仔馬時代の本馬を見て「サンデーサイレンスの良い所を受け継いだね。ダンスパートナーによう似とるね」と評したという。白井は半姉のオースミキャンディを保有した山路オーナーに本馬も紹介するつもりであったが、牧場側の指名により臼田浩義オーナーの所有になったという。
離乳時までの本馬は、あまりほかの馬たちと行動をともにすることがなくいつもひとりで遊んでいた。乳母馬の気性がきつかったため、人の手をかけて育てられた。一方で、当初は最低限人の手をかけて面倒を見ていたものの、日に日に乳母馬と本馬がお互いに慣れていき、最終的には本当の親子と変わらない生活を送っていたという資料もある。本馬は乳母馬が重種馬であり通常の軽種馬より母乳が2～3倍多く出ることから、離乳を他馬より1ヶ月ほど早い9月初めに行うこととなった。
1996年には夜間放牧を挟んで9月中旬に馴致が行われたが、大抵の仔馬が嫌がる馴致を本馬は嫌がらず、むしろ素直に人の言うことを聞いた。当時日高大洋牧場ゼネラルマネージャーであり本馬が誕生する際にも携わった小野田宏は、「小さい頃から人馴れしているからかな。それにしても頭の良い馬だな」と感じたという。その後日高大洋トレーニングセンターにて育成調教が始められた本馬には、担当として当時ニュージーランドから働きに来ていた女性、プライス・ティナが任せられた。ティナは本馬に惚れ込み、馬房に入ったまま戻って来なくなる時間が次第に長くなっていった為、小野田が注意をした程であった。ティナは本馬の素質が高いことを小野田に説いたものの、当初小野田は半信半疑であった。しかし、1997年になり調教時計を出し始めたところ余裕を持った走りで素早い時計を出し続けた為、小野田は「ひょっとすると重賞を一つ二つ取れる凄い馬なのかもしれない」と評価を改めていった。一方で、馬場でも馬房でも大人しすぎる本馬には小野田も心配を覚えたほどであった。
その後、本馬は5月に白井とオーナーである臼田浩義の意向によってノーザンファーム空港牧場に移動することになった。9月頃まで一緒に居られると考えていたティナは小野田に「厩舎に行くのなら仕方ないが、他の育成牧場に行くのは納得が行かない。調教師とオーナーを説得してほしい」と涙ながらに訴えたが、小野田は「この馬をもっと強くするために…」と伝えて断ったという。

## 競走馬時代

### 1997年

#### デビュー戦
1997年11月26日、阪神開催の新馬戦（1600メートル）で武豊を鞍上にデビュー。追い切りの時計の良さから直前の単勝オッズは1.4倍の一番人気に支持され、二番人気の対抗馬と目されていたタックスパラダイスは4.8倍、三番人気のレガシーハンターは7.5倍と大きく離れていた。自身の枠入り前にエイシンワンサイドが枠入りを嫌い、ムーンライターが枠内で立ち上がったが、スペシャルウィークは落ち着いて自分の枠入りを待った。大外8枠の14番からスタートし、道中は4〜5番手を追走。2コーナーで外から内に切れ込み前を射程圏に捉えると、34秒8とメンバー最速の上がりを記録して持ったまま勝利。2着のレガシーハンターとは2馬身差、3着のオルカインパルスとは4分の1馬身、4着のエイシンワンサイドとは4馬身の差をつけていた。勝ちタイムは1分36秒9で、当日は稍重発表ながら次のレースは不良馬場となるほどの雨が降る中での好タイムであった。レース後のインタビューで武は「将来性はかなり高いですね。いつでも反応してくれそうな手応えだったし、直線で仕掛けてからの反応も抜群でした。調教で乗った時にイメージした通りの競馬をしてくれました。強い馬ですね」とコメントした。

### 1998年
1月6日に京都競馬場で行われた自己条件戦の白梅賞は予定を1週早めての出走で1番人気に推されたが、14番人気の武幸四郎騎乗の地方馬アサヒクリークのハナ差2着に敗れる。1月31日のつばき賞を除外されその翌週に行われたきさらぎ賞に格上挑戦し重賞制覇を達成。続く弥生賞も良血馬キングヘイローやデビューから2戦2勝のセイウンスカイを破ってクラシック戦線の主役に躍り出た。同世代には外国産馬のエルコンドルパサーやグラスワンダーがいたが、当時は外国産馬にはクラシック競走への出走が認められていなかった。

#### 皐月賞
同年4月19日に中山競馬場で行われた皐月賞では単勝1番人気に推されたが、2番人気のセイウンスカイ、3番人気のキングヘイローに敗れ3着に終わった。当時は芝の保護を目的として皐月賞の前週まで内側の移動柵を3メートル外側にずらして競走を施行し、皐月賞の週に内側に移動させるという施策がとられていたが、これによって内側の走路に3メートル幅の芝生が生えそろった「グリーンベルト」ができ、内枠の馬や先行馬に有利な半面、大外18番枠の本馬には不利な状況となっていた。武はこの馬場状態を敗因に挙げた。

#### 日本ダービー
同年6月7日に東京競馬場で行われた東京優駿（日本ダービー）では直線追い通し、5馬身差で勝利した。武にとってこれが自身初のダービー制覇となった。武は興奮のあまりムチを落としており、杉本清によるとレース後武に「ムチ、どうしたの？」と聞くと武は「その辺に忘れました」と答えたという。

#### 菊花賞
秋初戦の京都新聞杯ではキングヘイローをクビ差で抑えて勝利した。
同年11月8日に京都競馬場で行われた菊花賞ではセイウンスカイの世界レコードでの逃げとコース設定の前に屈し、2着に敗れた。

#### ジャパンカップ
1998年11月29日に東京競馬場で行われたジャパンカップでは、菊花賞前日の第3レース新馬戦でアドマイヤベガに騎乗した武は降着処分を受け6日間の騎乗停止処分を下されていたため、岡部幸雄が乗り替わりで騎乗した。単勝1番人気に支持されたものの、エルコンドルパサー、エアグルーヴに次ぐ3着に終わった。

### 1999年
年明けに馬主権利の半分が社台グループに4億5000万円で譲渡される。
オリビエ・ペリエとのコンビで挑んだ初戦のアメリカジョッキークラブカップは3馬身差の快勝。
武豊に鞍上が戻った阪神大賞典では前年の天皇賞（春）に勝ったメジロブライトを破った。
天皇賞（春）は直線でメジロブライトの追撃を1/2馬身抑えて勝利した。

#### 宝塚記念
陣営は年内引退を発表。また凱旋門賞挑戦も視野に入れ、その壮行レースとして宝塚記念に出走した。
宝塚記念のファン投票では1位に選出され、スペシャルウィークに次ぐ第2位にはグラスワンダーが選ばれた。4月から長期ヨーロッパ遠征に赴いたエルコンドルパサーや、天皇賞2着のメジロブライト（ファン投票3位）、同3着のセイウンスカイ（同4位）などは出走しなかったが、スペシャルウィークとグラスワンダーの初対戦は大きな注目を集め、スポーツ紙は「二強対決」、「GS対決」などと書いた。当日の人気はスペシャルウィーク1.5倍、グラスワンダー2.8倍の順となり、3番人気のオースミブライトは15.9倍であった。
スタートが切られるとスペシャルウィークが4～5番手、グラスワンダーはそれを見る形で進んだ。第3コーナーから最終コーナーにかけてスペシャルウィークは先に進出を開始し、一時グラスワンダーを突き放したものの、最後の直線に入って残り200m付近で捉えられた。それまで後ろから差された経験のなかったスペシャルウィークに対して、グラスワンダーは最後は3馬身差をつけ優勝。3着ステイゴールドはさらに7馬身後方であった。
3馬身という差をつけられた結果を受けて白井は「マークされたのは確かでも、反対に相手にマークして進んだとしても、今日は勝てなかっただろう。こんなボコボコした馬場は合わないが、あの馬の瞬発力が上だった」、武は「並ばれたときにもう手応えが違った。完敗だ」とコメントした。一方で、グラスワンダー鞍上の的場均は「今日は他馬の動きは気にせずに、自分のペースを守ろうと思っていたが、少し前にスペシャルウィークがいたのでレースを組み立てやすかった。ただ、4コーナーでスペシャルウィークに手応えよく離されてしまったときは『どうかな』と思ったが、直線を向くと伸びあぐねていたから『勝てる』と思った。あそこからは手応え通りの内容。強い勝ち方だったと思う」などと感想を述べた。この敗戦を受けて、エルコンドルパサーも目標としていた凱旋門賞への遠征は立ち消えとなった。

#### 京都大賞典〜有馬記念
秋初戦の京都大賞典では今までで最高体重となる486kgで挑み、最終コーナーを2番手で通過したものの直線では追われてから全く伸びず、キャリアで唯一の掲示板外となる7着に終わった。
このころから調教で動かなくなり次走の天皇賞（秋）でも直前の調教では500万条件の馬に負けた。レース当日の馬体重は前走から16キログラム減の470キログラムだったが、馬体重が大幅マイナスになったのは、「ダービー時の体重 (468キログラム) まで近づければ、本来の走りを取り戻すかもしれない。」と考えた陣営が、体を絞ったためであった。レースでは、道中は後方につけて、直線に入ると末脚を披露しステイゴールドをクビ差抑えてレースレコードで勝利、タマモクロスに続く2頭目の天皇賞春秋連覇を達成した。
続くジャパンカップでは凱旋門賞でエルコンドルパサーを破って勝利したモンジューなどの海外から参戦した馬を相手に優勝した。
引退レースとなった有馬記念では、最後方の位置取りから同じく後方に控えたグラスワンダーをマークするという、宝塚記念とは逆の形の作戦を取った。前半1000メートルの通過タイムが64 - 65秒という極端なスローペースとなったが、最後の直線で溜まった末脚を出し、一気にグラスワンダーを捉えた地点がゴールであった。体勢はスペシャルウィークが有利であり、勝利を確信した武豊はウイニングランを行った。しかし写真判定の結果、首の上げ下げの差でわずか4センチ差で2着に敗れていたことが判明。レース後、武豊は「競馬に勝って勝負に負けたという感じです」と答えた。

#### JRA賞
この年のGIにおいて3勝2着2回という成績を残したにもかかわらず、年度代表馬、最優秀古馬牡馬の座は同年の凱旋門賞で2着となったエルコンドルパサーにさらわれた。記者投票ではスペシャルウィークが首位に立ったが、票数が過半数を満たさなかったために審議委員による選考が行われ、エルコンドルパサーに年度代表馬が決定した。このときは大論争となった。スペシャルウィークはグラスワンダーとともに1999年度JRA賞特別賞が贈られた。現役時代のJRA賞はこのひとつだけである。

### 2000年
2000年1月5日に京都競馬場、翌6日には中山競馬場の計2か所で引退式を行った。

## 種牡馬時代
引退後は種牡馬入りし、北海道の社台スタリオンステーションに繋養された。2003年に産駒がデビュー、ヤマニンラファエルが産駒初出走で初勝利を収めたが、初年度産駒は概して出世が遅めであった。
しかし2年目の産駒がそれを覆し、スムースバリトンが2004年の東京スポーツ杯2歳ステークス（GIII）で中央競馬の重賞を初制覇すると、シーザリオが2005年の優駿牝馬を優勝し、産駒初のGI勝利を挙げた。シーザリオは同年のアメリカンオークスインビテーショナルステークス（米G1）も優勝し、産駒初の国際重賞勝利のみならず父内国産馬としても日本のクラシック馬としても初の日本以外の国際GI制覇となった。
2006年に誕生したビワハイジとの仔、ブエナビスタは2008年の阪神ジュベナイルフィリーズに優勝、2009年は桜花賞・優駿牝馬に優勝し牝馬二冠を達成、2010年は天皇賞（秋）、2011年はジャパンカップを制しどちらも史上初の父娘制覇を達成した。
母の父としては前述のシーザリオがGI馬を3頭輩出する（エピファネイア・リオンディーズ・サートゥルナーリア）など目覚ましい繁殖成績を挙げているほか、2019年にはディアドラがナッソーステークス（英国G1）に優勝し、日本馬として史上2頭目のイギリスG1制覇となった。
2011年10月23日、社台スタリオンステーションからブリーダーズ・スタリオン・ステーションへと移動。2012年からは同ステーションにて種牡馬を続けることとなったが、シーズン途中で再び社台スタリオンステーションに戻る形となった。そして同年11月に2013年シーズンからレックススタッドでの繋養が決定し、翌12月に同スタッドへ移動した。
2017年2月3日、17年に及ぶ種牡馬生活を引退し、生まれ故郷の日高大洋牧場で余生を送る。
2018年4月27日、スペシャルウィークが同牧場の馬房内で転倒しているところをスタッフにより発見され、16時40分ごろ死亡が確認された。23歳没。スペシャルウィークは、死亡する4日前の同月23日に放牧中の転倒で左腰を強打したため、経過観察中であった。

## 競走成績
| 競走日     | 競馬場 | 競走名       | 格      | 距離（馬場） | 頭 数 | 枠 番 | 馬 番 | オッズ （人気） | 着順 | タイム （上り3F） | 着差 | 騎手     | 斤量 [kg] | 1着馬（2着馬）       |
| ---------- | ------ | ------------ | ------- | ------------ | ----- | ----- | ----- | --------------- | ---- | ----------------- | ---- | -------- | --------- | -------------------- |
| 1997.11.29 | 阪神   | 3歳新馬      |         | 芝1600m (稍) | 14    | 8     | 14    | 1.4 (1人)       | 1着  | R1:36.9 (34.8)    | -0.3 | 武豊     | 54        | (レガシーハンター)   |
| 1998.01.06 | 京都   | 白梅賞       | 500万下 | 芝1600m (良) | 16    | 2     | 3     | 1.3 (1人)       | 2着  | R1:36.0 (36.7)    | -0.0 | 武豊     | 55        | アサヒクリーク       |
| 0000.02.08 | 京都   | きさらぎ賞   | GIII    | 芝1800m (良) | 16    | 1     | 1     | 1.7 (1人)       | 1着  | R1:51.3 (35.7)    | -0.6 | 武豊     | 55        | (ボールドエンペラー) |
| 0000.03.08 | 中山   | 弥生賞       | GII     | 芝2000m (良) | 13    | 8     | 13    | 2.8 (2人)       | 1着  | R2:01.8 (35.4)    | -0.1 | 武豊     | 55        | (セイウンスカイ)     |
| 0000.04.19 | 中山   | 皐月賞       | GI      | 芝2000m (良) | 18    | 8     | 18    | 1.8 (1人)       | 3着  | R2:01.6 (36.1)    | -0.3 | 武豊     | 57        | セイウンスカイ       |
| 0000.06.07 | 東京   | 東京優駿     | GI      | 芝2400m (稍) | 18    | 3     | 5     | 2.0 (1人)       | 1着  | R2:25.8 (35.3)    | -0.9 | 武豊     | 57        | (ボールドエンペラー) |
| 0000.10.18 | 京都   | 京都新聞杯   | GII     | 芝2200m (稍) | 16    | 5     | 10    | 1.2 (1人)       | 1着  | R2:15.0 (36.4)    | -0.1 | 武豊     | 57        | (キングヘイロー)     |
| 0000.11.08 | 京都   | 菊花賞       | GI      | 芝3000m (良) | 17    | 8     | 17    | 1.5 (1人)       | 2着  | R3:03.8 (34.1)    | -0.6 | 武豊     | 57        | セイウンスカイ       |
| 0000.11.29 | 東京   | ジャパンC    | GI      | 芝2400m (良) | 15    | 5     | 9     | 3.3 (1人)       | 3着  | R2:26.4 (35.3)    | -0.5 | 岡部幸雄 | 55        | エルコンドルパサー   |
| 1999.01.24 | 中山   | AJCC         | GII     | 芝2200m (良) | 11    | 4     | 4     | 2.0 (1人)       | 1着  | R2:16.8 (35.0)    | -0.5 | O.ペリエ | 58        | (サイレントハンター) |
| 0000.03.21 | 阪神   | 阪神大賞典   | GII     | 芝3000m (重) | 9     | 5     | 5     | 2.1 (2人)       | 1着  | R3:13.4 (37.5)    | -0.1 | 武豊     | 58        | (メジロブライト)     |
| 0000.05.02 | 京都   | 天皇賞（春） | GI      | 芝3200m (良) | 12    | 3     | 3     | 2.3 (1人)       | 1着  | R3:15.3 (34.2)    | -0.1 | 武豊     | 58        | (メジロブライト)     |
| 0000.07.11 | 阪神   | 宝塚記念     | GI      | 芝2200m (良) | 12    | 7     | 9     | 1.5 (1人)       | 2着  | R2:12.6 (35.9)    | -0.5 | 武豊     | 58        | グラスワンダー       |
| 0000.10.10 | 京都   | 京都大賞典   | GII     | 芝2400m (良) | 10    | 7     | 7     | 1.8 (1人)       | 7着  | R2:25.1 (35.2)    | -0.8 | 武豊     | 59        | ツルマルツヨシ       |
| 0000.10.31 | 東京   | 天皇賞（秋） | GI      | 芝2000m (良) | 17    | 5     | 9     | 6.8 (4人)       | 1着  | R1:58.0 (34.5)    | -0.1 | 武豊     | 58        | (ステイゴールド)     |
| 0000.11.28 | 東京   | ジャパンC    | GI      | 芝2400m (良) | 14    | 7     | 13    | 3.4 (2人)       | 1着  | R2:25.5 (35.9)    | -0.2 | 武豊     | 57        | (インディジェナス)   |
| 0000.12.26 | 中山   | 有馬記念     | GI      | 芝2500m (良) | 14    | 2     | 3     | 3.0 (2人)       | 2着  | R2:37.2 (34.5)    | -0.0 | 武豊     | 57        | グラスワンダー       |

- タイム欄のRはレコード勝ちを示す。

## 種牡馬成績
| 年     | 出走 | 出走 | 勝利 | 勝利 | 順位 | AEI  | 収得賞金         |
| 年     | 頭数 | 回数 | 頭数 | 回数 | 順位 | AEI  | 収得賞金         |
| ------ | ---- | ---- | ---- | ---- | ---- | ---- | ---------------- |
| 2003年 | 47   | 116  | 5    | 5    | 179  | 0.45 | 7949万8000円     |
| 2004年 | 135  | 622  | 58   | 77   | 40   | 1.16 | 5億8239万0000円  |
| 2005年 | 235  | 1391 | 110  | 170  | 7    | 1.92 | 16億5435万8000円 |
| 2006年 | 277  | 1671 | 111  | 182  | 9    | 1.45 | 15億4079万2000円 |
| 2007年 | 286  | 1990 | 142  | 256  | 8    | 1.66 | 18億5265万4500円 |
| 2008年 | 298  | 2005 | 101  | 191  | 15   | 1.23 | 14億3357万3000円 |
| 2009年 | 335  | 2323 | 141  | 236  | 7    | 1.69 | 22億2033万7000円 |
| 2010年 | 307  | 2323 | 138  | 258  | 7    | 1.79 | 21億5108万6500円 |
| 2011年 | 278  | 1997 | 117  | 217  | 12   | 1.78 | 18億9510万6000円 |
| 2012年 | 232  | 1753 | 83   | 135  | 17   | 1.45 | 12億6689万2500円 |
| 2013年 | 222  | 1599 | 78   | 138  | 22   | 1.02 | 8億6660万3000円  |
| 2014年 | 181  | 1367 | 71   | 128  | 18   | 1.36 | 9億6958万6000円  |
| 2015年 | 155  | 1333 | 63   | 108  | 37   | 0.87 | 5億5094万0500円  |
| 2016年 | 127  | 1086 | 55   | 93   | 42   | 0.96 | 5億946万9000円   |
| 2017年 | 81   | 709  | 38   | 61   | 77   | 0.78 | 2億7758万6000円  |

- 2017年終了時点[77][78]。

### 主な産駒

#### GI級競走優勝馬
太字はGI（またはJpnI）競走。競走名の前の国旗は開催国 (日本以外の場合に明記)
- 2002年産
  - シーザリオ（優駿牝馬、 アメリカンオークス、フラワーカップ）[79]
- 2006年産
  - ブエナビスタ（ジャパンカップ、天皇賞（秋）、優駿牝馬、桜花賞、ヴィクトリアマイル、阪神ジュベナイルフィリーズ、京都記念、チューリップ賞）[80]
- 2007年産
  - ゴルトブリッツ（帝王賞、アンタレスステークス2回、マーキュリーカップ）[81]
- 2008年産
  - ローマンレジェンド（東京大賞典、エルムステークス2回、みやこステークス）[82]
- 2011年産
  - トーホウジャッカル（菊花賞）[83]

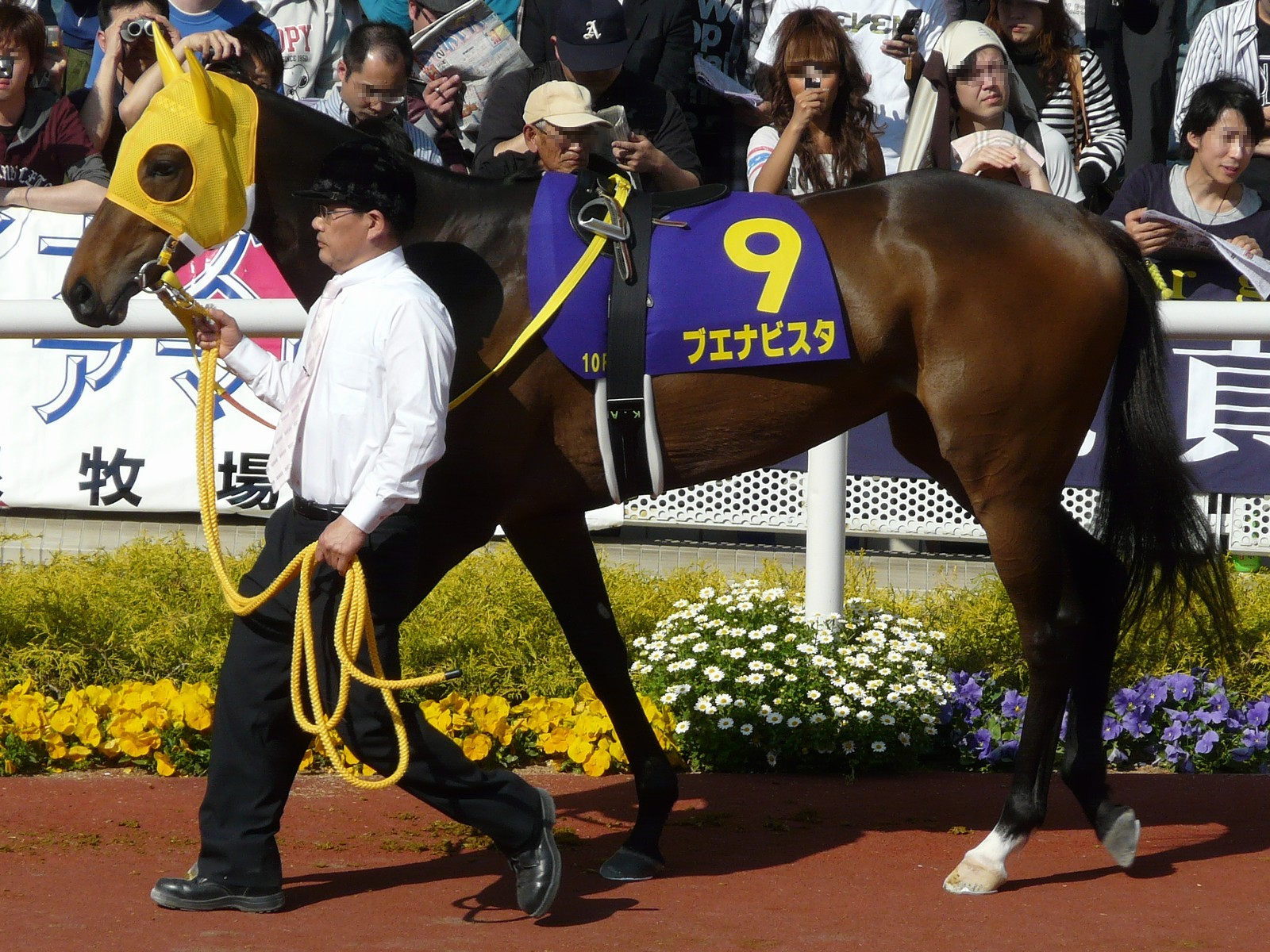
ブエナビスタ（2006年産）
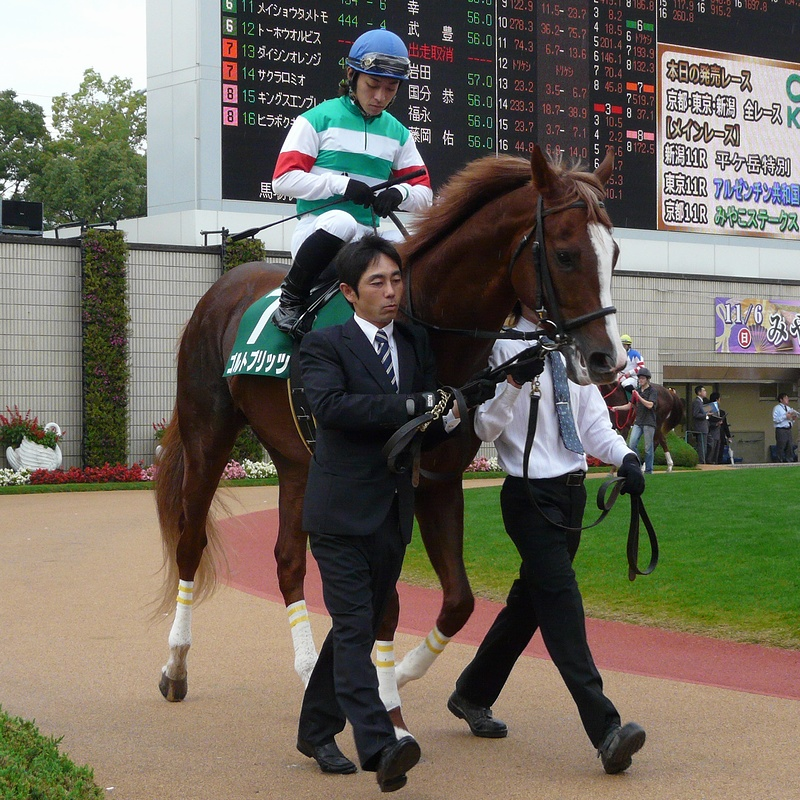
ゴルトブリッツ（2007年産）
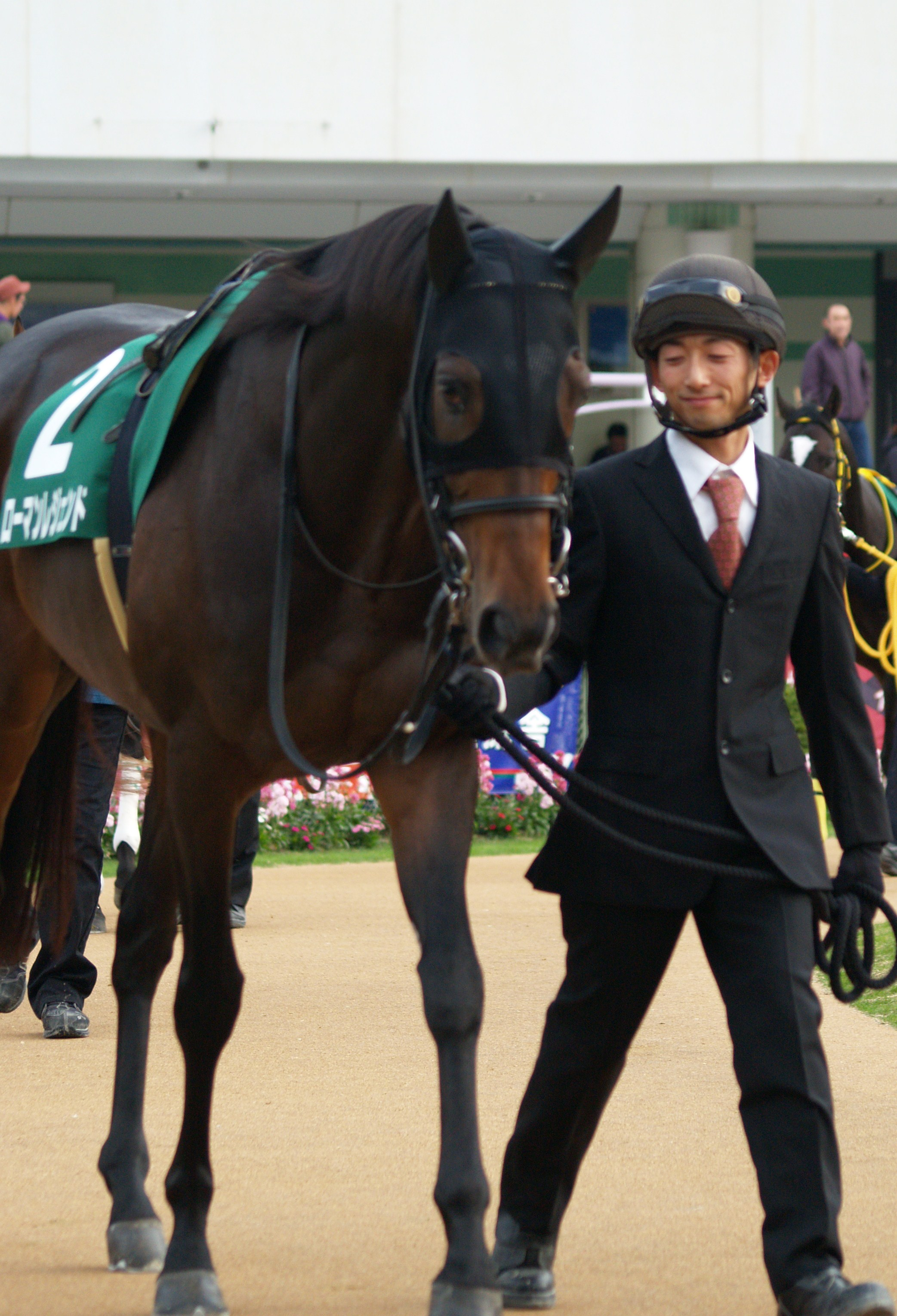
ローマンレジェンド（2008年産）
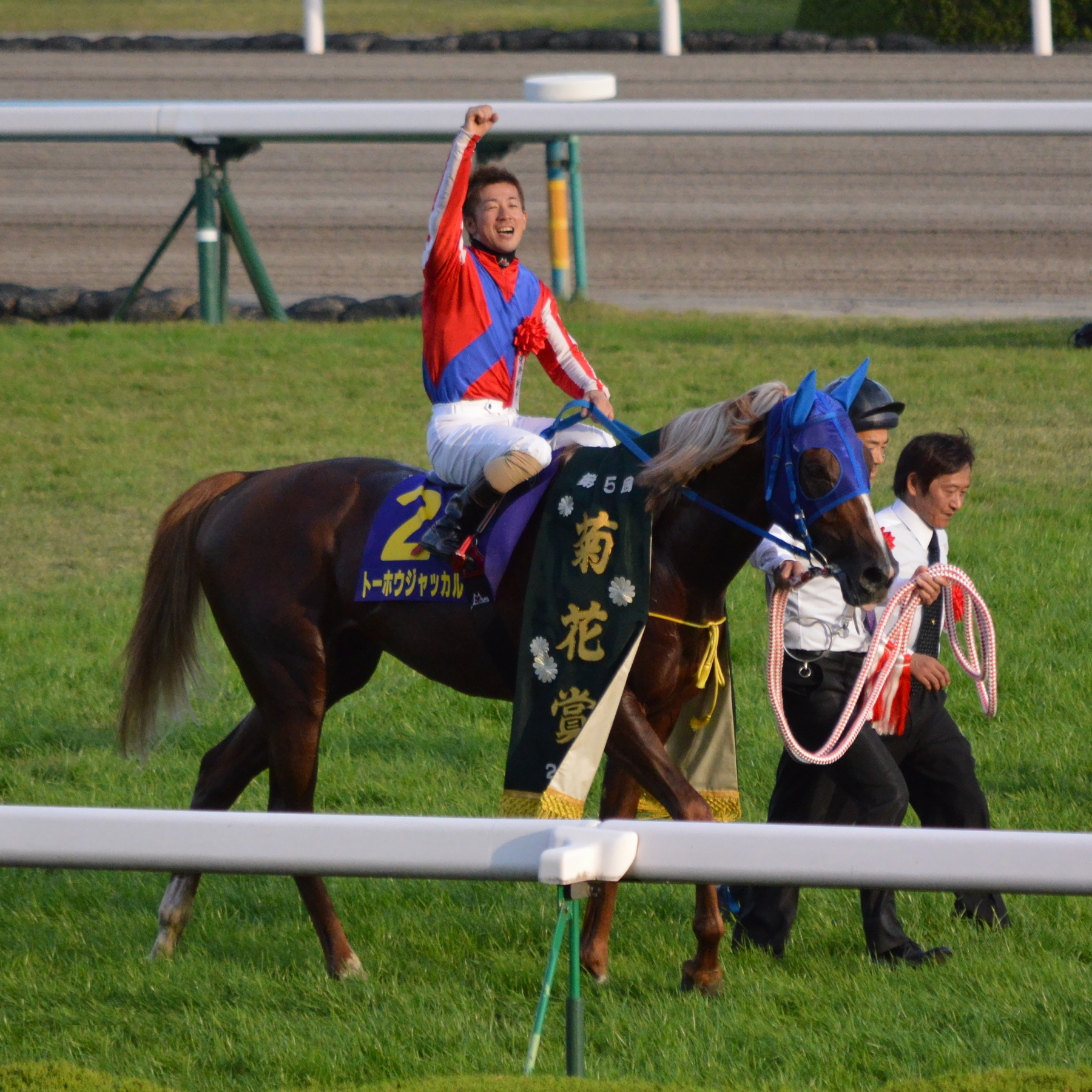
トーホウジャッカル（2011年産）

#### グレード制重賞優勝馬
国内限定格付けを含む。*は地方重賞を示す。
- 2001年産
  - サンバレンティン（福島記念、七夕賞）[84]
- 2002年産
  - インティライミ（京都大賞典、京都新聞杯、朝日チャレンジカップ）[85]
  - スムースバリトン（東京スポーツ杯2歳ステークス）[86]
- 2003年産
  - トーホウシャイン（マーメイドステークス）[87]
- 2004年産
  - オースミダイドウ（デイリー杯2歳ステークス）[88]
- 2006年産
  - リーチザクラウン（マイラーズカップ、きさらぎ賞）[89]
  - ナリタクリスタル（新潟記念2回、中京記念）[90]
  - ファイアーフロート（京成杯オータムハンデキャップ、建依別賞*2回、黒潮スプリンターズカップ*、トレノ賞*、珊瑚冠賞*）[91]
  - ブリッツェン（ダービー卿チャレンジトロフィー）[92]
- 2007年産
  - ステラリード（函館2歳ステークス）[93]
  - タガノエリザベート（ファンタジーステークス）[94]
- 2008年産
  - クィーンズバーン（阪神牝馬ステークス）[95]
- 2010年産
  - アルムダプタ（北海道2歳優駿）[96]
- 2011年産
  - ウインフルブルーム（京都金杯）[97]

#### 地方重賞優勝馬
- 2002年産
  - スペシャリスト（高知県知事賞、オグリキャップ記念、西日本グランプリ）[98]
- 2003年産
  - マイネルアラバンサ（名古屋記念、マーチカップ、梅見月杯、ウインター争覇）[99]
  - ツルマルツイモツイ（尾張名古屋杯）[100]
  - テイエムミゴテカ（霧島賞）[101]
- 2004年産
  - マルカハンニバル（東海桜花賞）[102]
  - エプソムキララ（尾張名古屋杯）[103]
- 2007年産
  - ガンマーバースト（埼玉新聞栄冠賞、勝島王冠）[104]
  - モズ（北上川大賞典、かきつばた賞）[105]
- 2009年産
  - トニフィカーレ（黒潮マイルチャンピオンシップ）[106]
- 2010年産
  - ホウライジェントル（兼六園ジュニアカップ）[107]
  - オメガインベガス（報知グランプリカップ）[108]
- 2011年産
  - ニシノデンジャラス（鎌倉記念）[109]

### 母の父としての産駒

#### グレード制重賞優勝馬
斜体は地方重賞を示す
- 2008年産
  - ヴェルデグリーン（オールカマー、アメリカジョッキークラブカップ）- 父ジャングルポケット[110]
- 2010年産
  - エピファネイア（菊花賞、ジャパンカップ、神戸新聞杯、ラジオNIKKEI杯2歳ステークス）- 父シンボリクリスエス[111]
  - ユールシンギング（セントライト記念、新潟大賞典）- 父シンボリクリスエス[112]
- 2011年産
  - タガノグランパ（ファルコンステークス）- 父キングカメハメハ[113]
- 2012年産
  - クラリティスカイ（NHKマイルカップ、いちょうステークス[114]）- 父クロフネ
- 2013年産
  - リオンディーズ（朝日杯フューチュリティステークス[115]）- 父キングカメハメハ
  - ヴェンジェンス（みやこステークス） - 父カジノドライヴ[116]
- 2014年産
  - ディアドラ（秋華賞、 ナッソーステークス、府中牝馬ステークス、紫苑ステークス、クイーンステークス）- 父ハービンジャー[117]
  - サンライズソア（名古屋大賞典、平安ステークス）- 父シンボリクリスエス[118]
  - フィールドセンス（日本テレビ盃、スパーキングサマーカップ）- 父ストリートセンス [119]
- 2015年産
  - ソリストサンダー（武蔵野ステークス）- 父トビーズコーナー[120]
- 2016年産
  - サートゥルナーリア（ホープフルステークス、皐月賞、神戸新聞杯、金鯱賞）- 父ロードカナロア[121]
  - エメラルファイト（スプリングステークス）- 父クロフネ[122]
  - グルーヴィット（中京記念）- 父ロードカナロア[123]
  - ディアンドル（福島牝馬ステークス、葵ステークス）- 父ルーラーシップ[124]
- 2017年産
  - タイセイビジョン（京王杯2歳ステークス、アーリントンカップ）- 父タートルボウル[125]
  - サンライズホープ（シリウスステークス、みやこステークス）- 父マジェスティックウォリアー[126]
  - ジュンライトボルト（シリウスステークス、チャンピオンズカップ）- 父キングカメハメハ[127]
  - タガノビューティー（JBCスプリント）- 父ヘニーヒューズ
- 2018年産
  - ホウオウイクセル（フラワーカップ）- 父ルーラーシップ[128]
- 2019年産
  - キングエルメス（京王杯2歳ステークス）- 父ロードカナロア[129]
  - トウシンマカオ（京阪杯、オーシャンステークス、セントウルステークス）- 父ビッグアーサー[130]
  - マテンロウスカイ（中山記念）- 父モーリス[131]
- 2020年産
  - グリューネグリーン（京都2歳ステークス）- 父ラブリーデイ[132]
  - フリームファクシ（きさらぎ賞）- 父ルーラーシップ[133]
  - エミュー（フラワーカップ）- 父ハービンジャー[134]
  - フェアエールング（小倉牝馬ステークス）- 父ゴールドシップ
- 2021年産
  - ミッキーファイト（レパードステークス、名古屋大賞典、アンタレスステークス、帝王賞）父 - ドレフォン
- 2022年産
  - トータルクラリティ（新潟2歳ステークス）- 父バゴ
  - ファウストラーゼン（弥生賞ディープインパクト記念）- 父モズアスコット

#### 地方重賞優勝馬
- 2009年産
  - ダイリンウィーク（2011年九州ジュニアチャンピオン）- 父スターリングローズ[135]
  - カシノペンダント（2013年初夏賞）- 父ローエングリン[136]
  - マイネルバルビゾン（2014年岩鷲賞）- 父アグネスデジタル[137]
- 2010年産
  - ジェネラルグラント（2012年サンライズカップ、2013年京浜盃、ダービーグランプリ、2014年フジノウェーブ記念）- 父ロージズインメイ[138]
- 2011年産
  - ジャイアントスター（2014年ウイナーカップ）- 父ジャイアントレッカー[139]
- 2013年産
  - ヘイハチハピネス（2016年クイーンカップ）- 父プリサイスエンド[140]
  - アリッサム（2017年ヴィーナススプリント）- 父グラスワンダー[141]
- 2014年産
  - ノーブルサターン（2021年梅見月杯、2022年トウケイニセイ記念、桐花賞、2023年シアンモア記念、北上川大賞典、トウケイニセイ記念、桐花賞）- 父カジノドライヴ[142]
  - テイエムチェロキー（2022年佐賀王冠賞）- 父トランセンド[143]
- 2015年産
  - アイムホーム（2018年加賀友禅賞）- 父ケイムホーム[144]
  - テーオーフォース（2022年コスモバルク記念）- 父シンボリクリスエス[145]
- 2016年産
  - チャービル（2019年のじぎく賞）- 父シニスターミニスター[146]
- 2017年産
  - サロルン（2020年楠賞）- 父ロードカナロア[147]
  - タガノキトピロ（2022年九州クラウン）- 父ケイムホーム[148]
- 2018年産
  - ディアリッキー（2022年佐賀ユースカップ）- 父トーセンジョーダン[149]
- 2019年産
  - シウラグランデ（2022年ヴィーナススプリント）- 父ホッコータルマエ[150]
  - ベストリーガード（2024年ベイスプリント）- 父ダノンレジェンド[151]
- 2020年産
  - セブンカラーズ（2022年ゴールドウィング賞、2023年スプリングカップ、東海クイーンカップ、東海ダービー、2024年お松の方賞、2025年若草賞土古記念、佐賀ヴィーナスカップ）- 父コパノリッキー[152]
  - ラビュリントス（2022年知床賞、ジュニアグランプリ、2023年オパールカップ）- 父キンシャサノキセキ[153]
  - エムエスドン（2022年ライデンリーダー記念）- 父ラブリーデイ[154]
- 2021年産
  - プリフロオールイン（2023年ネクストスター高知、金の鞍賞、2024年黒潮皐月賞、高知優駿、2025年二十四万石賞）- 父アニマルキングダム[155]

## 血統表
| スペシャルウィークの血統                                   | スペシャルウィークの血統                      | スペシャルウィークの血統           | （血統表の出典）                   | （血統表の出典）       |
| 父系                                                       | サンデーサイレンス系（ヘイロー系）            | サンデーサイレンス系（ヘイロー系） | サンデーサイレンス系（ヘイロー系） | [ § 2 ]                |
| 父 *サンデーサイレンス Sunday Silence 1986 青鹿毛 アメリカ | 父の父Halo 1969 黒鹿毛 アメリカ               | Hail to Reason                     | Turn-to                            | Turn-to                |
| 父 *サンデーサイレンス Sunday Silence 1986 青鹿毛 アメリカ | 父の父Halo 1969 黒鹿毛 アメリカ               | Hail to Reason                     | Nothirdchance                      |                        |
| 父 *サンデーサイレンス Sunday Silence 1986 青鹿毛 アメリカ | 父の父Halo 1969 黒鹿毛 アメリカ               | Cosmah                             | Cosmic Bomb                        | Cosmic Bomb            |
| 父 *サンデーサイレンス Sunday Silence 1986 青鹿毛 アメリカ | 父の父Halo 1969 黒鹿毛 アメリカ               | Cosmah                             | Almahmoud                          |                        |
| 父 *サンデーサイレンス Sunday Silence 1986 青鹿毛 アメリカ | 父の母Wishing Well 1975 鹿毛 アメリカ         | Understanding                      | Promised Land                      | Promised Land          |
| 父 *サンデーサイレンス Sunday Silence 1986 青鹿毛 アメリカ | 父の母Wishing Well 1975 鹿毛 アメリカ         | Understanding                      | Pretty Ways                        |                        |
| 父 *サンデーサイレンス Sunday Silence 1986 青鹿毛 アメリカ | 父の母Wishing Well 1975 鹿毛 アメリカ         | Mountain Flower                    | Montparnasse                       | Montparnasse           |
| 父 *サンデーサイレンス Sunday Silence 1986 青鹿毛 アメリカ | 父の母Wishing Well 1975 鹿毛 アメリカ         | Mountain Flower                    | Edelweiss                          |                        |
| 母 キャンペンガール 1987 鹿毛 北海道門別町                 | 母の父マルゼンスキー 1974 鹿毛 北海道早来町   | Nijinsky                           | Northern Dancer                    | Northern Dancer        |
| 母 キャンペンガール 1987 鹿毛 北海道門別町                 | 母の父マルゼンスキー 1974 鹿毛 北海道早来町   | Nijinsky                           | Flaming Page                       |                        |
| 母 キャンペンガール 1987 鹿毛 北海道門別町                 | 母の父マルゼンスキー 1974 鹿毛 北海道早来町   | *シル                              | Buckpasser                         | Buckpasser             |
| 母 キャンペンガール 1987 鹿毛 北海道門別町                 | 母の父マルゼンスキー 1974 鹿毛 北海道早来町   | *シル                              | Quill                              |                        |
| 母 キャンペンガール 1987 鹿毛 北海道門別町                 | 母の母レディーシラオキ 1978 鹿毛 北海道浦河町 | *セントクレスピン Saint Crespin    | Aureole                            | Aureole                |
| 母 キャンペンガール 1987 鹿毛 北海道門別町                 | 母の母レディーシラオキ 1978 鹿毛 北海道浦河町 | *セントクレスピン Saint Crespin    | Neocracy                           |                        |
| 母 キャンペンガール 1987 鹿毛 北海道門別町                 | 母の母レディーシラオキ 1978 鹿毛 北海道浦河町 | ミスアシヤガワ                     | *ヒンドスタン Hindstan             | *ヒンドスタン Hindstan |
| 母 キャンペンガール 1987 鹿毛 北海道門別町                 | 母の母レディーシラオキ 1978 鹿毛 北海道浦河町 | ミスアシヤガワ                     | シラオキ                           |                        |
| 母系(F-No.)                                                | シラオキ系(FN:3-l)                            | シラオキ系(FN:3-l)                 | シラオキ系(FN:3-l)                 |                        |
| 5代内の近親交配                                            | アウトブリード                                | アウトブリード                     | アウトブリード                     | [ § 3 ]                |
| 出典                                                       | 1. 2. 3.                                      | 1. 2. 3.                           | 1. 2. 3.                           | 1. 2. 3.               |

- 母のキャンペンガールは不出走だが母系は日本有数の名牝系として知られるシラオキ系の血筋で、その牝系からは1997年の菊花賞馬マチカネフクキタルや2007年の東京優駿で64年ぶりとなる牝馬のダービー馬となり、GI7勝を挙げたウオッカなどの活躍馬を輩出している。さらに遡れば小岩井農場の名牝フロリースカツプに繋がる。フロリースカップからインタグリオー、ガロン、シアンモア、ダイオライト、プリメロ、ヒンドスタン、セントクレスピン、マルゼンスキー、サンデーサイレンスと当時の最高級種牡馬を代々配しているのも特徴である。
- 曾祖母ミスアシヤガワの孫にスターサンシャイン（毎日杯、京都4歳特別、種牡馬）がいる。